# S cool
Le S cool, également connu sous les noms de S du skater, S de Superman, Stussy S, Super S, S pointu, S américain et d'autres encore, est une signature sous forme d'un graffiti très présent dans la culture populaire et généralement dessiné par les enfants dans leurs cahiers ou sur les murs.

## Forme

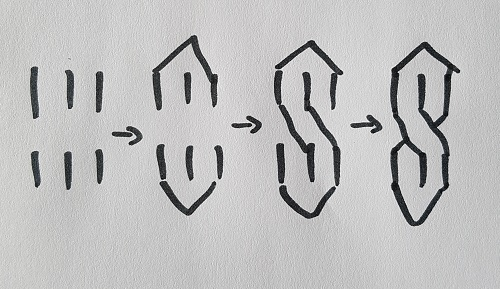
Une façon de construire étape par étape le S cool

Le S cool est composé de 14 lignes droites formant une lettre « S » stylisée. Les extrémités du S semblent se croiser entre elles donnant un effet assez similaire au symbole de l'infini.

## Originale Graffiti
L'origine de ce symbole demeure assez mystérieuse. Le nom du « S de Superman » est le plus souvent utilisé pensant qu'il était celui que Superman porte sur son costume, mais la forme est bien différente. En anglais, le nom de « Stussy S » est également utilisé, prenant appui sur la similarité avec le symbole de Stüssy, la société d'équipement de surf. Toutefois, la société dit que ce n'est pas le cas.
Très courant dans les années 1990, elle apparaît aux quatre coins du monde[réf. nécessaire].